# Typhlotanais setosus
Typhlotanais setosus är en kräftdjursart som beskrevs av Rosalia Konstantinovna Kudinova-Pasternak 1966. Typhlotanais setosus ingår i släktet Typhlotanais och familjen Nototanaidae. Inga underarter finns listade i Catalogue of Life.